# Oripoda brasiliensis
Oripoda brasiliensis är en kvalsterart som beskrevs av Pérez-Íñigo och Baggio 1980. Oripoda brasiliensis ingår i släktet Oripoda och familjen Oripodidae. Inga underarter finns listade i Catalogue of Life.